# جشنة نلغيري
جشنة نلغيري (الاسم العلمي: Anthus nilghiriensis) (بالإنجليزية: Nilgiri Pipit)‏ هو طائر صغير من الجواثم ينتمي لفصيلة التمرة وأم عجلان.